# Nova Francuska
Nova Francuska (francuski: Nouvelle-France) bila je kolonija francuskog kraljevstva u Sjevernoj Americi, koja je postojala od 1534. do 1763. godine. Kolonija je bila dio prvog francuskog kolonijalnog carstva, a glavni grad kolonije bio je Québec. Nova Francuska isprava je bila trgovačka kolonija kojom su upravljale kolonijalne kompanije, a kasnije je naseljavanjem prerasla u upravni teritorij s kraljevskom vladom.
Teritorij ove velike kolonije sastojao se od idućih regija: Akadija, Kanada, Luizijana i Terre-Neuve. Na svom vrhuncu kolonija je pokrivala područje slijeva rijeke sv. Lovrijenca, Velika jezera, područje Mississippija, sjever Velike nizine, poluotok Labrador, područje oko Hudsonovog zaljeva, područja oko jezera Winnipeg i oko rijeke Saskatchewan, te teritorij Ohija.
Zemljopisni položaj Nove Francuske sprječavao je daljnje širenje na zapad britanskih kolonija u Sjevernoj Americi. Česte napetosti dosegle su svoj vrhunac 1754. aferom Jumonville koja je pokrenula francuski i indijanski rat koji je rezultirao predajom Nove Francuske 1760., te Pariškim mirovnim sporazumom 1763. godine.

## Povijest

### Prva francuska istraživanja Sjeverne Amerike
Povijest spominje 1508. godinu, kao početak francuskog istraživanja Novog svijeta. Te je godine Thomas Aubert koji je u području Newfoundlanda bio u ribolovnom istraživanju, poveo sa sobom u Francusku nekoliko američkih Indijanaca. Prema različitim izvorima isto su radili Baski i Španjolci. Prema dnevniku Jacquesa Cartiera, može se zaključiti da su domoroci u tom području već ranije susreli Europljane.

#### Verrazanovo putovanje
Godine 1524., kralj Franjo I. i francuski trgovci organiziraju prvo službeno istraživanje novih puteva do Azije pod vodstvom Talijana Giovannija da Verrazana. Verrazano je u istraživanje krenuo na mjesta koja nisu posjetili raniji europski istraživači. Plovio je područjem od Floride do Nove Škotske, tražeći put do Kine. Iako njegovo putovanje nije polučilo željeni rezultat, dobro je istražio određena područja čija ljepota ga je podsjetila na grčku regiju Arkadiju. Kasnije je to područje, koje se nalazi u Novoj Škotskoj, nazvano Akadija. Unatoč istraživačkom neuspjehu, ovo putovanje bila je podloga za daljnja istraživanja. Godine 1529., pojavljuje se karta koja označava „Novu Francusku”.

#### Putovanja Jacquesa Cartiera
Francuski kralj Franjo I. želio se pridružiti ostalim europskim državama u istraživanju Atlantika i potrazi za alternativnim putem do Kine. Za ovo istraživanje angažirao je Jacquesa Cartiera kojem je financirao tri putovanja u Ameriku. Jacques Cartier smatra se prvim istraživačem Kanade, jer je prvi sustavno istražio to područje.
Na svom prvom putovanju 1534., Jacques Cartier temeljito je istražio zaljev sv. Lovrijenca. Dana 23. srpnja podigao je trideset stopa visok križ na poluotoku Gaspé i proglasio to područje francuskim teritorijem. Na svom drugom putovanju 1535. rijekom sv. Lovrijenca došao je do područja današnjeg Montréala.
Godine 1541., francuski kralj zadužio je Jean-Françoisa de la Rocque de Robervala da zajedno s Cartierom osnuje koloniju u Americi. Na svom trećem putovanju, Cartier putuje prema naredbama Robervala. Kako je Roberval kasnio s pripremama, Cartier je krenuo prvi, te je na ušću rijeke Cap-Rouge osnovao prvo francusko naselje u Americi pod imenom Charlesbourg Royal.
Zima je bila vrlo teška, a zbog manjka vitamina C među posadom izbija skorbut što Cartiera prisiljava na traženje pomoći od domorodaca. Cartier odlučuje vratiti se u Francusku, noseći sa sobom uzorke ruda. Na rijeci susreće Robervala koji napokon dolazi preuzeti kontrolu nad kolonijom. Ostavljajući ga u Kanadi, Cartier se vraća u Francusku vjerujući da nosi dokaze rudnog bogatstva Novog svijeta. Njegovi uzorci zlata su se na kraju ispostavili da su od pirita („budalino zlato”),a dijamanti su zapravo bili kristali kvarca. Istraživanje Kanade dolazi na loš glas u Francuskoj, pogotovo još nakon povratka Robervala koji je također s cijelom posadom napustio koloniju nakon teške zime.

#### Privremeni prestanak istraživanja
Nakon Cartierova tri neuspješna putovanja, Francuska je izgubila zanimanje za istraživanjem tog područja. Tek krajem 16. stoljeća ponovo se budu zanimanje za tim teritorijima. Iako Francuska službeno nije slala istraživače, mnogi bretonski i baskijski ribari bili su prisutni u području Newfondlanda i zaljeva sv. Lovrijenca gdje su lovili bakalar te kitove radi ulja. Budući da su mnogo vremena provodila na američkoj obali, započeli su razmjenu s domorocima za kože i krzno. Kako je ta trgovina postala sve više isplativa, ponovno se javlja interes za kolonizaciju tog područja.
Trgovci uvjeravaju krunu da je za trgovinom kožama potrebna mreža savezništava s dobavljačima i stalna kolonija. Predlaže se osnivanje jedinstvene monopolističke tvrtke, koja bi zauzvrat za svoju poziciju preuzela odgovornost za napučivanje kolonije. Kruna bi tako dobila jeftinu novu koloniju.

### Kolonizacija
Za kolonizaciju Nove Francuske kralj Henrik IV. zadužuje Troilusa de La Roche de Mesgoueza koji se u ožujku 1598. sa 60 kolonista iskrcava na otoku Sable. Zbog lošeg položaja ova kolonija također propada, a nekoliko preživjelih kolonista vraća se u Francusku. Godine 1600., Pierre de Chauvin osniva trgovačku postaju u Tadoussacu, na ušću rijeke Saguenay. Iako je ova kolonija bila na dobrom mjestu zato što se nalazila na teritoriju Montagnaisa koji su trgovali krznom, zbog teške zime i izbijanja skorbuta postaja je na proljeće napuštena. Četiri godine kasnije osniva se kolonija na otoku Sainte-Croix koja također teško preživljava zimu. Preživjeli kolonisti preseljeni su u Port-Royal (današnja Nova Škotska) gdje se uspijevaju bolje organizirati za teške zimske uvjete. Kolonisti uspostavljaju dobre odnose s lokalnim Micmac Indijancima koji su bili nomadski lovci. Nakon što je 1607. njihova tvrtka izgubila monopol, naseljenici napuštaju postaju i vraćaju se u Francusku.
Prava kolonizacija francuske Kanade počinje 1608. osnutkom grada Québeca. Ovaj grad kojeg je osnovao Samuel de Champlain postao je prvo stalno francusko naselje u Americi. Francuzi sklapaju dogovor s Algonquinima i Huronima vezan uz trgovinu krznima, te obećavaju pomoć u njihovom sukobu s Irokezima. U proljeće 1609. Champlain sa svojim indijanskim partnerima napada Irokeze što će pokrenuti dugogodišnje neprijateljstvo između ovog plemena i doseljenika. Uskoro u koloniju stižu katolički svećenici i novi doseljenici, no kolonija se još vrlo sporo razvija.
Kako bi se potaknuo razvoj kolonije, 1627. kardinal Richelieu povjeruje kolonijalnu upravu Kompaniji od sto suradnika, zvanoj i Kompanija Nove Francuske (Compagnie des Cent-Associés ili Compagnie de la Nouvelle-France). Sto dioničara ove kompanije, među kojima su Champlain i Richelieu, postaju vlasnici kolonije i dobivaju monopol na trgovinu. Zauzvrat kompanija mora financirati upravljanje kolonijom i crkvene misije. Svaki dioničar uložio je 3000 francuskih funta (livri). Prvo veliko naseljavanje Francuza u Kanadu sprječavaju Englezi. Nakon dugih pregovora, sporazumom u Saint-Germain-en-Layeu kolonija je 1632. vraćena Francuskoj. Zbog velikih financijskih gubitaka, kompanija je prisiljena uvesti vlastelinski sustav. Veliki komadi zemlje dodjeljuju se vlastelinima koji su obvezni naseliti i razvijati posjede. U vrijeme Champlainove smrti 1635. Nova Francuska je imala tek 500 stanovnika, što je jako mali broj u usporedbi s južnim britanskim kolonijama u kojima je u to vrijeme živjelo preko 30.000 doseljenika. Francuska je kolonija bila tek u usporedbi s britanskim bila tek mala trgovačka stanica. Trgovina i naseljavanje idu dosta loše, djelomično i zbog neprijateljstva s Irokezima.
U 1640-ima monopol nad trgovinom kožama prepušten je Tvrtci stanovnika Nove Francuske (Compagnie des Habitants) koju su činili kanadski trgovci. U to vrijeme broj stanovnika naglo raste na preko tri tisuće. U Francuskoj se javlja pokret čiji je cilj pokrštavanje američkog domorodačkog stanovništva. Godine 1639. Tvrtka sto suradnika dopušta osnivanje ovog društva na otoku Montréalu. Godine 1642. na tom otoku osnovan je grad Ville-Marie koji će prerasti u današnji Montréal.
Godine 1663. Luj XIV. preuzima vlast od svog oca, te Novoj Francuskoj uvodi kraljevsku vlast. Tvrtka sto suradnika gubi svoje privilegije, a kralj i njegov ministar pomorstva Jean-Baptiste Colbert preuzimaju kontrolu nad kolonijom. Kolonijom vlada vijeće sastavljeno od guvernera, intendanta, biskupa, te nekoliko drugih vijećnika. Nakon što je prvi intendant proveo popis stanovništva, utvrđen je veliki manjak žena u koloniji. Kralj iz Francuske šalje oko tisuću tzv. kraljevih djevojaka, tj. ženske siročadi poslane u koloniju za udaju. U sklopu demografske politike francuska vlada financira preseljenje siromašnim obiteljima, omogućava preseljenje zanatlijama, te radi sigurnosti šalje 1200 vojnika zbog irokeške prijetnje. Ovi vojnici većim dijelom ostaju u koloniji kao doseljenici. Za vrijeme kraljevske vlasti kolonija se ubrzano razvija, te do sredine 18. stoljeća broj stanovnika raste na oko 60.000. U istom razdoblju britanske kolonije premašile su milijun stanovnika.
Godine 1672., Louis Jolliet i otac Jacques Marquette istražuju Mississippi. Dana 9. travnja 1682., René Robert Cavelier de La Salle proglašava područje Mississippija francuskim teritorijem i naziva ga Luizijana (Louisiane) u čast kralja Luja XIV. (Louis XIV).

### Britansko osvajanje
Između Britanca i Francuza 1754. izbija rat kod rijeke Ohio (Luizijana). U rujnu 1759. britanske snage pod vodstvom generala Jamesa Wolfea nakon duge opsade napadaju Francuze kod grada Québeca. Francuske snage bile su vojno inferiornije, te Québec potpisuje kapitulaciju 18. rujna 1759. prema uputama guvernera de Vaudreuila.
Zadnja prepreka u osvajanju Nove Francuske bio je Montréal kojeg Britanci napadaju 1760. godine. Ovaj grad koji je bio u potpunom okruženju predaje se bez borbe, te potpisuje predaju 8. rujna 1760. Potpisnik francuske predaje bio je markiz de Vaudreuil kojeg u Francuskoj označavaju kao izdajicu. U Francuskoj je on zajedno s novofrancuskim intendantom Françoisom Bigotom optužen za predaju kolonije u britanske ruke. Na kraju procesa za tzv. Kanadsku aferu, markiz de Vaudreuil je oslobođen, dok je Bigot morao vratiti 1.500.000 livra.
Francuski poraz postao je službenim 1763. Pariškim ugovorom. U tom trenutku Francuska je mogla birati između Nove Francuske i antilskih kolonija. Francuzi su odlučili zadržati Antile zbog lako iskoristivih prirodnih resursa, te zbog nemogućnosti obrane Nove Francuske od britanskih kolonija. U Francuskoj mišljenje je bilo da novofrancuska trgovina kožama i ribolov nisu dovoljan razlog za održavanje kolonije, te je smatrano da ona služi samo kao protuelement britanskoj ekspanziji. U to vrijeme antilske kolonije su zbog proizvodnje šećera bile znatno profitabilnije, te zbog toga Francuska prepušta Kanadu Velikoj Britaniji. Uz ustupke Britancima, ovim ugovorom Francuska prepušta Luizijanu Španjolskoj.

## Uprava i politika
U upravljanju kolonijom izmjenjivale su se razne kompanije odgovorne za upravljanje i gospodarski razvitak Nove Francuske :
- Compagnie de Rouen;
- Compagnie de Montmorency;
- Compagnie de la Nouvelle-France;
- Compagnie des Indes occidentales;
- Compagnie de la Baie du Nord;
- Compagnie des Habitants;
- Compagnie de la Louisiane;
- Compagnie d'Occident;
- Compagnie du Mississippi.

Uz autohtone narode, Nova je Francuska dijelila Sjevernu Ameriku najvećim dijelom s britanskim kolonijama (Nova Engleska), te s potkraljevstvom Nove Španjolske. Vrhunac teritorijalne ekspanzije kolonija je dosegla u 1750-im godinama. Nova Francuska se sastojala od pet kolonija od kojih je svaka imala zasebnu regionalnu upravu.
Na čelu vojske i diplomacije Nove Francuske nalazio se guverner, kojeg je imenovao francuski kralj. Njegove diplomatske dužnosti uključivale su odnose s britanskim kolonijama, te s autohtonim narodima. Za upravljanje civilnom vlašću zadužen je bio intendant. Njegove dužnosti uključivale su pravosudni sustav, trgovinu i financije. Uz civilnu i vojnu vlast veliku ulogu imala je i crkva, tako da su guverner, intendant i biskup bile glavne osobe u vijeću koje je upravljalo kolonijom.

### Kanada
Kanada (Canada) je bila najvažnija kolonija Nove Francuske. U dolini sv. Lovrijenca nalazilo se središte kolonije. Za razliku od Akadije, Luizijane i Plaisance, Kanadom je izravno upravljao novofrancuski guverner iz grada Québeca. Tijekom vremena stvorene su tri regionalne vlade u koloniji: Québec (1608.), Trois-Rivières (1634.) i Montréal (1642.). Regija Pays d'en Haut pod izravnom guvernerovom upravom pokrivala je područje slijeva Velikih jezera. Centri francuskog naseljavanja na ovom području bili su oko utvrda Pontchartrain (Détroit) i Michillimakinac (Sault Ste. Marie).
Novofrancuska Kanada pokrivala je područje današnje kanadske pokrajine Québec, te dijelove pokrajina Ontario i Manitoba, kao i dijelove američkih država Michigan, New York, Ohio i Pennsylvania.
Prema prvom popisu stanovništva Nove Francuske iz 1666. u dolini sv. Lovrijenca živjelo je 3215 Europljana. U idućih sto godina broj stanovnika popeo se na 90.000. Većina kanadskih kolonista doselilo se iz Pariza, Île-de-Francea, te iz Aunisa, Bretanje, Normandije, Pikardije, Poitoua i Saintonge. Kraljeve djevojke najvećim dijelom su bile iz Orléanaisa. Posebna kultura koja se razvila u ovoj koloniji očuvala se do danas u pokrajini Québec.

### Akadija
Kolonija Akadija (Acadie) nalazila se na području današnje Nove Škotske, Novog Brunswicka i Mainea, kao i na otoku Princa Edwarda, otocima Madeleine i jugu Gaspésie (zaljev Chaleurs). Upravno središte bio je Port-Royal, dok je kulturno središte bio Grand-Pré. Između 1632. i 1635. glavni grad bio je La Hève.
Prema Sporazumu iz Utrechta 1713. Akadija postaje britanski teritorij. Nakon ove cesije Île Royale i Isle Saint-Jean uzdignuti su na razinu novofrancuske upravne vlasti, te su izgrađene nove kolonijalne utvrde Louisbourg i Port-la-Joye. Godine 1755. izbija tzv. Osvajački rat, tj. francuski i indijanski rat za vrijeme kojeg Velika Britanija vrši deportaciju Akadijaca u druge kolonije u Americi ili u Francusku. Veliki broj Akadijaca izbjegli su na Akadijski poluotok ili u Kanadu. Ostali su novu domovinu našli u Luizijani gdje je stvorena Akadijana čiji postao Lafayette.

### Sjeverni zaljev
Sjeverni zaljev (Baie du Nord) bilo je područje oko kojeg su se sporili Francuska i Velika Britanija. Ovaj teritorij bio je važan zbog trgovine krznom, te je svaka od ove dvije države željela isključiva prava na područje zaljeva. Nakon dugogo spora i čestih sukoba između dvije nacije,  1713. Sporazumom iz Utrechta zaljev konačno pripada Velikoj Britaniji. Regija je nazvana Rupertova zemlja prema princu Rupertu.

### Terre-Neuve i Plaisance
Terre-Neuve i Plaisance (Terre-Neuve et Plaisance) je bila kolonija na otoku Newfoundlandu. Ovaj otok u 17. stoljeću dijelili su Francuska i Velika Britanija, te su se između dviju sila vodile konstantne borbe. Francuska kolonija utemeljena je oko grada Plaisancea, te na otocima Sveti Petar i Mikelon (Saint-Pierre-et-Miquelon). Borbe su se vodile oko osvajanja rivalskih kolonijalnih središta tj. gradova St. John's i Plaisance. Iako Sporazumom iz Ryswicka dvije sile zadržavaju svoje teritorije na otoku, kasnijim Sporazumom iz Utrechta cijeli Newfoundland pripada Britancima, te su Francuzi morali napustiti koloniju i preseliti se na otok Cape Breton (Île-Royale).

### Luizijana
Luizijana (Louisiane) je bila kolonija koja je ime dobila po kralju Luju XIV., a nalazila se u području slijeva rijeke Mississippi. Ovo područje otkrili su 1673. Louis Jolliet i otac Marquette, a u ime francuskog kralja teritorij je 1682. pripojio Cavelier de la Salle. Prvo naselje na ovom području osnovao je 1699. Pierre Le Moyne.
Kolonija je bila podijeljena na dvije administrativne regije: Donju Luizijanu i područje Illinoisa, tj. Gornju Luizijanu. Illinois je obuhvaćao teritorij doline Ohia koji je bio važan za trgovinu krznom, dok je Donja Luizijana bila značajna zbog plantaža pamuka i šećerne trske. Luizijana je bila važna i zbog uzgoja konoplje, lana i duhana.
Glavni grad Luizijane prvo je bio Biloxi (Fort Maurepas), da bi kasnije bio preseljen u Mobile (Fort Louis), te na kraju u Nouvelle-Orléans. Saint-Louis (Fort de Chartres) je bio regionalno administrativno sjedište zemlje Illinoisa.
Prema Pariškom sporazumu iz 1763. teritorij istočno od rijeke Mississippi ustupljen je Velikoj Britaniji. Nakon Američkog rata za neovisnost, počinje prodor na zapad tj. na ovo područje. Teritorij zapadno od Mississippia, kao i delta rijeke, integrirani su u Novu Španjolsku sporazumom iz Fontainebleaua 1762. godine. To područje kasnije je ustupljeno tada Francuskoj, tada već republici, sporazumom iz San Ildefonsa 1800. godine. Taj ogromni teritorij tri godine kasnije je prodan Sjedinjenim Američkim Državama.

## Kultura i ostavština
Kulturni utjecaji Nove Francuske još su vidljivi diljem teritorija kojeg je pokrivala ova kolonija, a pogotovo u Québecu. U ovoj pokrajini se svake godine održavaju proslave Nove Francuske (Fêtes de la Nouvelle-France). Mnogi običaji, često vezani uz vjeru, održali su se do današnjih dana, kao npr. ivanjski krijesovi i razne tradicije vezane uz katoličanstvo.
Ostaci novofrancuskog uređenja vidljivi su i u zakonodavstvu i pravnim običajima, kao što je npr. uloga javnog bilježnika i odgovornosti šerifa u Québecu. Korištenje građanskog prava u Québecu i Louisiani također je jedna od ostavština francuskih kolonija u Americi.
Diljem današnje Kanade i SAD-a očuvale su se brojne novofrancuske utvrde i građevine.